# Улпия Северина
Улпия Северина (на латински: Ulpia Severina) е августа, съпруга на римския император Аврелиан, който управлява от 270 до 275 г. Предполага се, че след смъртта на Аврелиан, до императорското издигане на Тацит, Северина управлява сама, което я прави единствената жена в римската история упражнявала самостоятелна власт над империята.

## Живот
Много малко се знае за живота на Улпия Северина. Тя не се споменава от историците, но нейното съществуване е доказано от древноримските монети и надписи от този период. Предполага се, че е дъщеря на Улпий Кринит (на латински: Ulpius Crinitus), човек който се споменава в Historia Augusta. Твърди се, че Улпий Кринит произхожда от рода на император Траян и че Кринит е осиновил Аврелиан. Има съмнение, че тези сведения и дори съществуването на Улпий Кринит са измислени с цел да свържат император Аврелиан с рода на „добрия император“ Траян. Някои учени вярват, че Улпия Северина е от Дакия, където номена (nomen, родово име или второ име) Улпии се среща често.
Улпия Северина вероятно сключва брак с Аврелиан в периода преди той да стане император през 270 г. Знае се, че двамата имат дъщеря. Според монетите, Улпия получава титлата августа (Avgusta) през 274 г., въпреки че е възможно да е станала августа и в по-ранен период. Тя също носи титлите Pia („благочестива“) и mater castrorum et senatus et patriae („майка на бараките (армииите), сената и държавата“).